# Beriah Magoffin

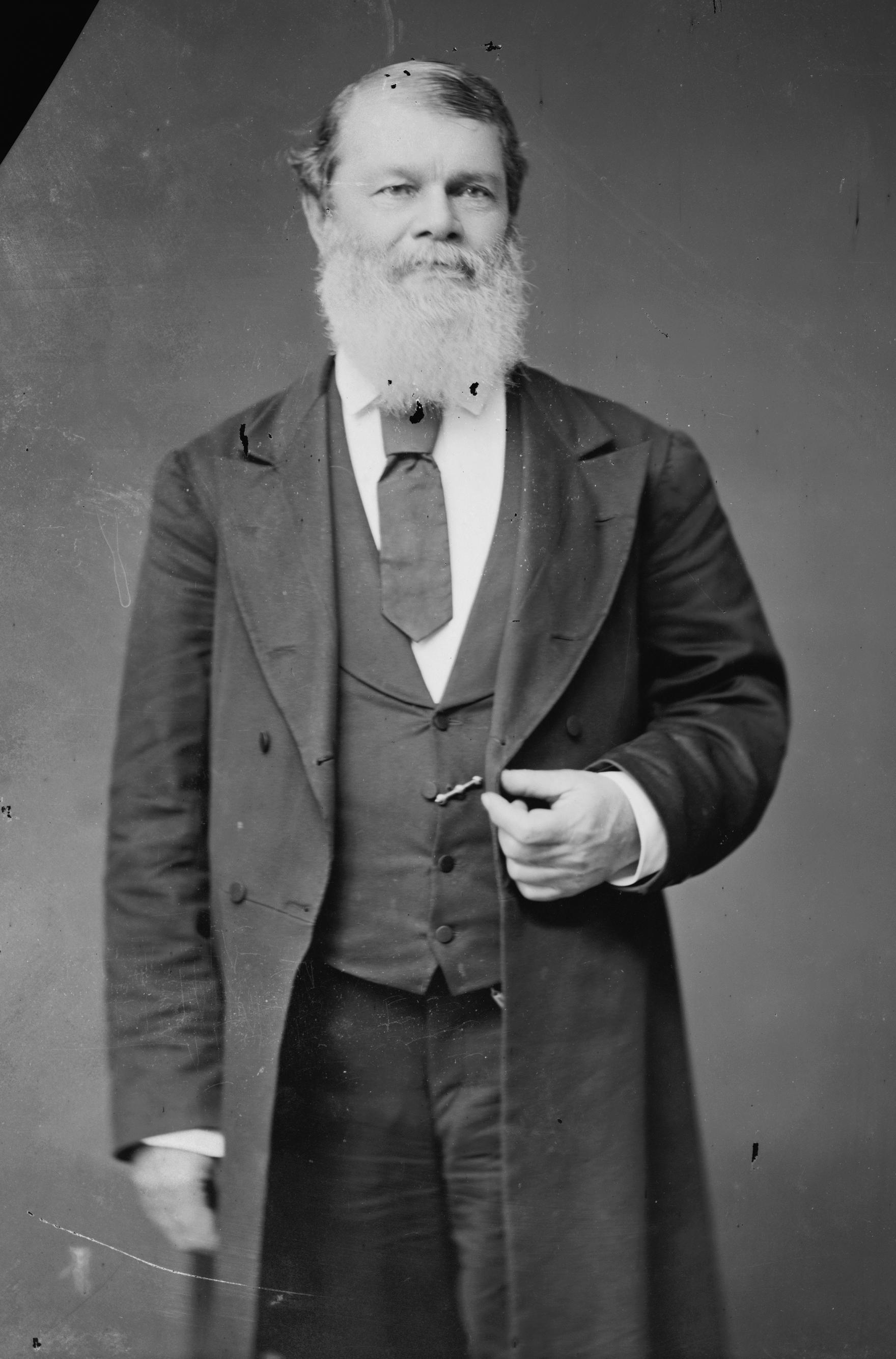
Beriah Magoffin

Beriah Magoffin (* 18. April 1815 in Harrodsburg, Mercer County, Kentucky; † 28. Februar 1885 ebenda) war ein US-amerikanischer Politiker und Gouverneur des Bundesstaates Kentucky.

## Frühe Jahre und politischer Aufstieg
Beriah Magoffins Vater war ein Einwanderer aus Irland. Er besuchte das Centre College, das er 1835 erfolgreich abschloss. Anschließend studierte er an der Transylvania University Jura. Nach seinem Abschluss und der Zulassung als Anwalt im Jahr 1838 begann er in Jackson (Mississippi) eine juristische Laufbahn.
Magoffin kehrte 1839 nach Kentucky zurück. Ein Jahr später wurde er von Gouverneur Robert Letcher zum Richter in Harrodsburg ernannt. Als Mitglied der Demokratischen Partei war er Delegierter zu deren Bundesparteitagen in den Jahren 1848, 1856, 1860 und 1872. Zwischen 1844 und 1856 war er immer einer der demokratischen Wahlmänner bei den jeweiligen Präsidentschaftswahlen. Im Jahr 1850 wurde er in das Repräsentantenhaus von Kentucky gewählt, 1855 bewarb er sich erfolglos um den Posten des Vizegouverneurs.

## Gouverneur von Kentucky und Bürgerkrieg
Seine Partei nominierte ihn 1859 zum Kandidaten für die anstehende Gouverneurswahl. Diese Wahl gewann er mit 53,2 % der Stimmen gegen Joshua Fry Bell (46,8 %). Seine Amtszeit begann am 30. August 1859 und war von den nationalen Ereignissen überschattet. Der Konflikt zwischen den Nord- und Südstaaten war das beherrschende Thema der Zeit. Kentucky war Grenzstaat und die Bevölkerung in dieser Frage gespalten. Aufgrund der besonderen geographischen Lage an der Nahtstelle zwischen dem Norden und dem Süden war es für beide Seiten wichtig, Kentucky auf ihrer Seite zu haben. Magoffin war ein Verfechter der Rechte der Einzelstaaten und befürwortete die Sklaverei. Trotzdem proklamierte er beim Ausbruch des Bürgerkriegs die Neutralität seines Staates. Sowohl Abraham Lincoln, als auch Jefferson Davis baten ihn um militärische Hilfe. Magoffin lehnte beide Bitten ab. Trotzdem meldeten sich viele Freiwillige, je nach politischer Gesinnung, zu den Armeen der beiden Seiten. Die Lage wurde immer schwieriger, weil weder die Truppen der Union noch die konföderierte Armee auf Dauer die Neutralität Kentuckys respektierten und in das Staatsgebiet einmarschierten. Eine politische Mehrheit neigte inzwischen zu einem Verbleib Kentuckys bei der Union, während eine Minderheit eine konföderierte Gegenregierung bildete, die aber ohne nennenswerten Einfluss blieb und auch von Magoffin nicht anerkannt wurde.
Schließlich war Magoffin bereit, sein Amt aufzugeben. Aber sein Rücktritt wurde zu einem politischen Possenspiel. Sein Vizegouverneur Linn Boyd war 1859 verstorben. Laut Verfassung war der nächste Anwärter auf die Nachfolge des Gouverneurs der Senatspräsident. Das war zu diesem Zeitpunkt John F. Fisk. Magoffin machte seinen Rücktritt davon abhängig, dass Fisk nicht sein Nachfolger werden dürfe. Da die politische Mehrheit den Rücktritt wünschte, musste Fisk als Senatspräsident zurücktreten und James Fisher Robinson das Amt für zwei Tage überlassen. Am 18. August 1862 trat Magoffin zurück, Robinson wurde sein Nachfolger und Fisk wieder Senatspräsident.

## Weiterer Lebenslauf
Nach seinem Rücktritt war er wieder als Anwalt tätig und widmete sich seinen privaten Interessen. Im Jahr 1865 setzte er sich erfolglos für die Ratifizierung des 13. Verfassungszusatzes in Kentucky ein. Der ehemalige Befürworter der Sklaverei trat nun für die Bürgerrechte der Afroamerikaner ein. Von 1867 bis 1869 war er noch einmal Abgeordneter im Parlament von Kentucky, dann zog er sich endgültig ins Privatleben zurück. Er starb 1885 in Harrodsburg. Magoffin war mit Anna Nelson Shelby verheiratet, einer Enkelin des früheren Gouverneurs Isaac Shelby. Das Paar hatte zehn Kinder.
Magoffin County in Kentucky ist nach ihm benannt.